# Муршид

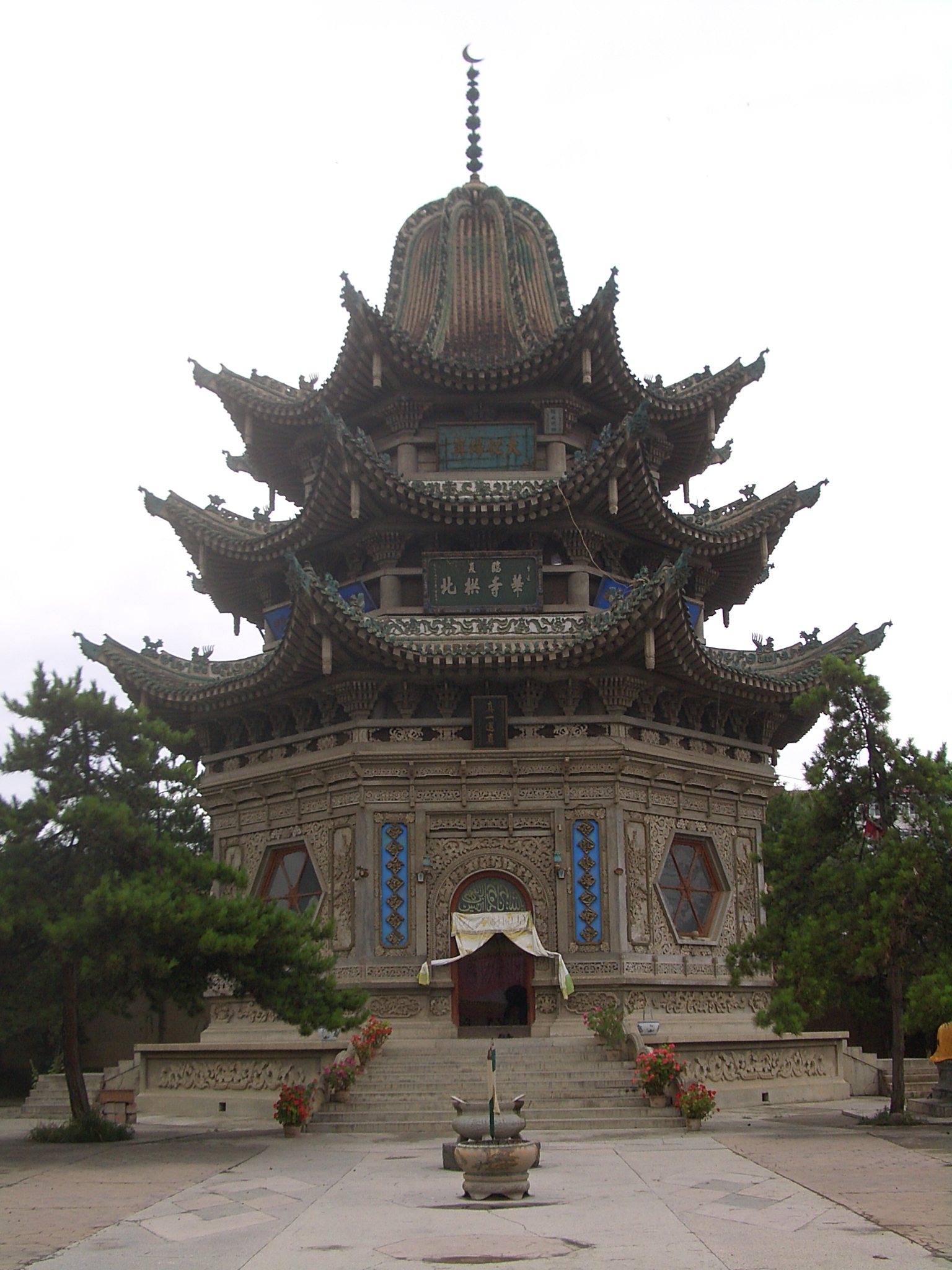
Мавзолей Ма Лайчи (1681—1766) — мюрида Ма Тай-Бабы (1632—1709) и первого муршида толка хуфийя в Китае.

Му́ршид (араб. مرشد‎) — наставник, учитель. Принятие суфизма начинается с того, как ученик даёт клятву верности учителю — муршиду, которого он избрал. После этого ученик называется мюридом. Задача муршида состоит в том, чтобы обучать своих послушников пути суфизма.
Исламский богослов, считающийся предшественником суфизма Хасан аль-Басри, младший современник первых халифов, сказал: «Тот, у кого нет муршида, у того муршид — шайтан». Другая версия этого изречения:
у того, у кого нет устаза, устаз – шайтан.